# Файзуллаев, Ортик
Ортик Файзуллаев (узб. Ortiq Fayzullayev; 1 мая 1933, Ташкент, Узбекская ССР, СССР — 31 мая 2023) — советский, узбекский резчик по дереву и кости. Народный художник Узбекистана (1997), академик Академии художеств Узбекистана (1999).
Единственный из узбекских мастеров, кто занимался резьбой по кости.

## Биография
Родился 1 мая 1933 года в Ташкенте. В 1957 году окончил Республиканское художественное училище им. П. Бенькова, в 1969 году художественно-графический факультет Ташкентского педагогического института. С 1962 года преподавал в художественном училище имени Бенькова. Был учеником заслуженного деятеля искусств Узбекистана, знаменитого резчика по дереву Максуда Касымова. 
Воспитал более 200 молодых мастеров, среди которых народный художник Узбекистана, академик Сирожиддин Рахматуллаев. 
В 1997 году Ортику Файзуллаеву  было присвоено почётное звание народного художника Узбекистана, а в 1999 году он был избран действительным членом Академии художеств Узбекистана. Являлся почётным членом Ассоциации художников, искусствоведов и народных мастеров «Ijod», членом жюри конкурса одаренной молодежи «Келажак овози». Обучал учеников в творческой мастерской, расположенной в махалле «Мухаммаджон Фозилов» в Зангиатинском районе Ташкентской области. 
Скончался 31 мая 2023 года в возрасте 90 лет.

## Творчество
Творчество Файзуллаева характеризуется художественной зрелостью, глубиной содержания и высочайшим техническим мастерством. Развил и обогатил традиционную технику резьбы по дереву, разработав новые уникальные стили декора. Виртуозно владел сложнейшими приёмами резьбы, один из которых: изготовление панджары из цельного куска древесины толщиной около сантиметра без использования клея и гвоздей. Среди его работ, прикладные предметы интерьера: стулья, скамейки и столы украшенные изысканными резными узорами. Фигурки, вырезанные из дерева и кости: «Пастух», «Танец лазги», «Куранты», «Памятник Навои», «Танец пахта». Произведения мастера экспонировались на выставках и были отмечены наградами.
Принимал участие в оформлении зданий: Музея литературы имени Навои в Ташкенте (1968), чайханы «Голубые купола» (1970), Дворца искусств имени Навои (1981), санатория «Узбекистан» в Кисловодске (1982), гостиницы «Узбекистан» (1983), Дворца форумов «Узбекистан», здания Олий Мажлиса, мемориального комплекса Шахидлар хотираси, галереи Заркайнар, ансамбля Хазрати Имам, дворца «Дружбы народов», здания Республиканского художественного колледжа. Руководил созданием комплекса из шести национальных резных дверей получившим название «Весеннее солнце» в Международном конференц-центре «Узбекистан», который является одним из красивейших архитектурных сооружений Ташкента; изготовлением резных дверей для Центра исламской цивилизации. 

## Награды
- Народный художник Узбекистана (1997)
- Золотая медаль Академии наук Узбекистана (2003)[1]